# Ethyleendiaminetetra-azijnzuur
Ethyleendiaminetetra-azijnzuur of EDTA is een veel toegepaste chelerende organische verbinding. De stof komt voor als een wit amorf poeder, dat slecht oplosbaar is in water. In het laboratorium wordt het dinatriumzout van EDTA ook vaak als EDTA aangeduid: de natriumionen zijn niet relevant voor het gebruik als ligand.

## Toepassingen
De vier carboxylaatgroepen en de twee stikstofatomen, kunnen door de bouw van de molecule een configuratie aannemen waardoor er een metaal-ion in past dat dan vrij sterk wordt gebonden en in oplossing wordt gehouden. Het wordt dan ook gebruikt in wasmiddelen, en bijvoorbeeld in de geneeskunde voor het vangen en verwijderen van calcium en andere, meestal zware metalen zoals koper, lood, kwik en cadmium. Tevens kunnen metalloïden, zoals arseen, gecoördineerd worden. Het dient dus primair als ontgiftingsmiddel bij vergiftigingen door voormelde zware metalen.
Dit is ook de basis voor het gebruik als ontstollingsmiddel in bloedafnamebuizen: de vrije calcium in het plasma wordt door EDTA gebonden. Calciumionen zijn een noodzakelijke voorwaarde voor een normale bloedstolling.
Bij de zogenaamde chelatietherapie worden, middels een infuus met EDTA, calcium en zware metalen uit het bloed verwijderd.
In de tandheelkunde en meer specifiek in de endodontische tandheelkunde wordt EDTA gebruikt als spoelmiddel bij een wortelkanaalbehandeling. EDTA lost het anorganische materiaal op dat ontstaat tijdens het prepareren van de wortelkanalen. Bij het vijlen ontstaat er een smeerlaag van debris tegen de wand van het wortelkanaal. Deze smeerlaag sluit kleine dentinetubuli af. Spoelen met EDTA verwijdert deze smeerlaag.
Het calcium/natriumzout van EDTA wordt ook in de voedingsindustrie gebruikt als metaalbinder. Het additief wordt aangeduid als E385 en bevindt zich zo in de groep van de voedingszuren. Het heeft voor de voedingsmiddelen in kwestie een stabiliserende werking. EDTA kan enerzijds als antimicrobiële stof werken door noodzakelijke metalen voor de micro-organismen onbeschikbaar te maken en anderzijds als antioxidans door metalen als katalysator voor oxidatiereacties te capteren.

## Stabiliteit van metaalcomplexen
In de notatie van complexen van EDTA wordt het ion vaak afgekort tot Y4−, zodat het calciumcomplex genoteerd wordt als CaY2− en het aluminiumcomplex als AlY−. De stabiliteit van metaalcomplexen hangt van het metaalion en de pH af.
- De afhankelijkheid van het metaal blijkt vooral uit het feit dat de ionen met een hogere waardigheid stabielere complexen vormen. Zo is het EDTA-complex met Fe3+ ruim 1010 maal stabieler dan het complex met Fe2+.

| Ion  | Kd           |
| ---- | ------------ |
| Ag+  | 4,76 × 10−8  |
| Al3+ | 7,69 × 10−17 |
| Ba2+ | 1,72 × 10−8  |
| Ca2+ | 2,00 × 10−11 |
| Cd2+ | 3,45 × 10−17 |
| Co2+ | 5,00 × 10−17 |
| Cu2+ | 1,59 × 10−19 |
| Fe2+ | 4,76 × 10−15 |
| Fe3+ | 1,00 × 10−25 |
| Hg2+ | 1,59 × 10−22 |
| Mg2+ | 2,04 × 10−9  |
| Mn2+ | 1,61 × 10−14 |
| Ni2+ | 2,38 × 10−19 |
| Pb2+ | 9,09 × 10−19 |
| Sr2+ | 2,33 × 10−9  |
| Th4+ | 5,00 × 10−24 |
| V3+  | 1,25 × 10−26 |
| Zn2+ | 3,13 × 10−17 |

- De pH van de oplossing heeft effect op de beschikbaarheid van de amino-groepen en de carbonzuurgroepen als bron van vrije elektronenparen. Een lagere pH resulteert in een lagere beschikbaarheid van deze groepen. De zwakkere complexen zullen niet meer gevormd worden. Voor calcium en magnesium geldt bijvoorbeeld dat bij pH = 8 het Ca2+-ion naast Mg2+ bepaald kan worden, bij pH = 10 worden beide ionen tegelijk bepaald.

| pH  | α           |      | pH         | α |
| 2,0 | 3,7 × 10−14 | 8,0  | 5,4 × 10−3 |   |
| 3,0 | 2,5 × 10−11 | 9,0  | 5,2 × 10−2 |   |
| 4,0 | 3,6 × 10−9  | 10,0 | 3,5 × 10−1 |   |
| 5,0 | 3,5 × 10−7  | 11,0 | 8,5 × 10−1 |   |
| 6,0 | 2,2 × 10−5  | 12,0 | 9,8 × 10−1 |   |
| 7,0 | 4,8 × 10−4  |      |            |   |